# Saint-Maixent-de-Beugné
Saint-Maixent-de-Beugné é uma comuna francesa na região administrativa da Nova Aquitânia, no departamento de Deux-Sèvres. Estende-se por uma área de 11,02 km². Em 2010 a comuna tinha 414 habitantes (densidade: 37,6 hab./km²).